# Henry Addington, 1. Viscount Sidmouth

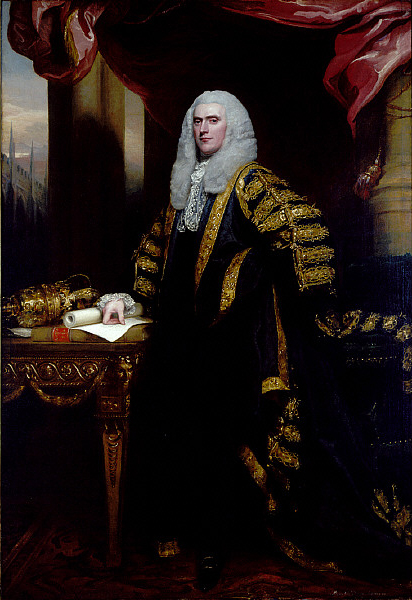
Henry Addington, 1. Viscount Sidmouth

Henry Addington, 1. Viscount Sidmouth (* 30. Mai 1757 in Holborn, London; † 15. Februar 1844 in Richmond upon Thames, Surrey) war ein britischer Staatsmann und von 1801 bis 1804 Premierminister. Er gehörte zu den Tories.

## Leben
Henry Addington war ein Sohn Anthony Addingtons, Arzt von William Pitt dem Älteren. Wegen der Position seines Vaters war Addington ein Jugendfreund William Pitts des Jüngeren. Addington erhielt seine Ausbildung am Winchester College und am Brasenose College in Oxford und studierte dann Jura am Lincoln’s Inn. 1784 wurde er für den Wahlkreis Devizes ins Unterhaus gewählt und 1789 dessen Sprecher. Als Pitt im März 1801 wegen der Emanzipation der Katholiken zurücktreten musste, wurde Addington als sein Nachfolger ausgewählt.

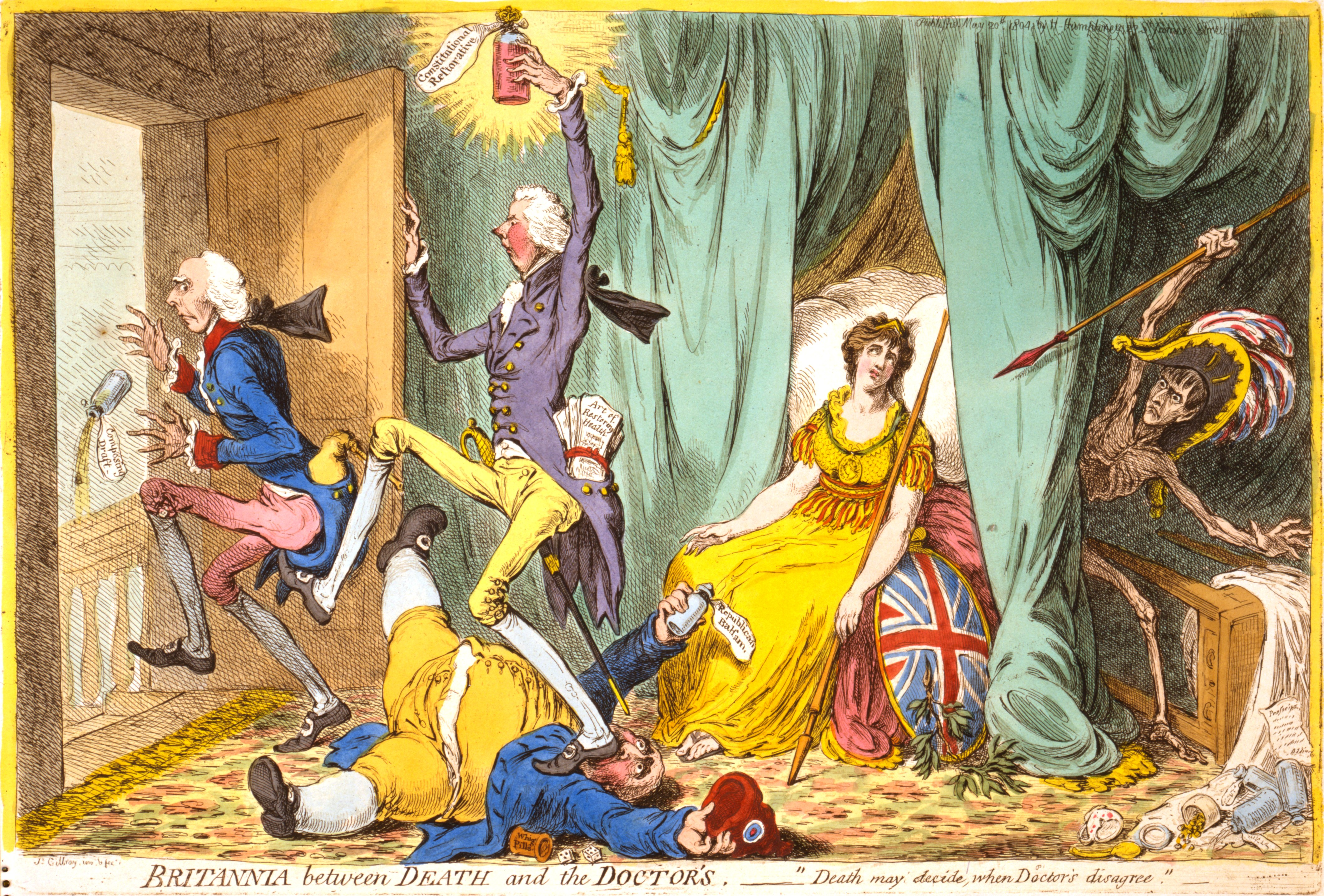
Karikatur von 1804. Pitt tritt Addington aus Britannias Krankenzimmer

Addingtons Regierung ist am ehesten bemerkenswert wegen der Verhandlungen zum Vertrag von Amiens von 1802, in dem ein unvorteilhafter Friedensvertrag mit Frankreich geschlossen wurde. Der Frieden hielt nicht lange und Addingtons schlechte Kriegführung führte ein Jahr später zu Pitts Rückkehr ins Amt. Addington blieb jedoch eine wichtige politische Figur. Er wurde zum Viscount Sidmouth erhoben und trat Pitts Kabinett als Lord President of the Council bei. Später bekleidete er in der „Regierung aller Talente“ das Amt des Lord Privy Seal und wieder das des Lord President.
Als Pitts Anhänger 1807 wieder an die Macht kamen, ging Addington wieder in die Opposition. Im März 1812 trat er jedoch in der einflussreichen Position als Lord President of the Council wieder in die Regierung ein. Im Juni wurde er Innenminister. In dieser Rolle unterdrückte er brutal die Opposition; er war verantwortlich für die Aussetzung der Habeas-Corpus-Akte im Jahr 1817 und für die Erlassung der repressiven „Sechs Gesetze“ 1819. 1822 schied er aus dem Amt des Innenministers. Sein Nachfolger wurde der wesentlich kompetentere Robert Peel. Addington blieb jedoch für die nächsten zwei Jahre Kabinettsmitglied als Minister ohne Geschäftsbereich, erfolglos ankämpfend gegen die Anerkennung der südamerikanischen Republiken. Er war auch nach seinem Ausscheiden aus der Regierung weiterhin im Oberhaus aktiv. Seine letzte Rede hielt er hier 1829 gegen die Emanzipation der Katholiken. Addington lebte seit 1801 in der White Lodge im Richmond Park, wo er 1844 verstarb.
Nach Addington ist das Lennox and Addington County in Ontario benannt.